# MS배지
MS배지(Murashige and Skoog 培地)란 식물 또는 캘러스를 키우는데 사용하는 배지이다.

## 정의
연구 및 생명공학을 위한 식물 조직 배양의 대부분은 Murashige와 Skoog가 50년 이상 전에 만든 배지가 사용된다. 이 배지의 시조격인 Murashige and Skoog 배지 또는 MS 배지는 가장 널리 사용되는 식물 배양 배지이며 기초염 혼합물 또는 유기물을 함유하는 배지로 이용 가능하다. 
형식에 관계없이 MS 배지는 미량 영양소 및 다량 영양소 그리고 설탕, 비타민 및 성장 조절제와 같은 영양소로 구성된다. 다양한 MS 배지 구성요소를 맞춤 조합하여 각 식물 세포 또는 조직 유형에 적합한 배지 제형을 생성할 수 있다.

## 같이 보기
- 캘러스
- 배지

### 식물 배지
- GAMBORG’S B5 배지
- PHYTAMAX™ 난 배양 배지